# William Andrew
William Andrew Publishing war ein US-amerikanischer Fachverlag für Chemie-Literatur. Er wurde 1990 von Jeri Wachter und William A. Woishnis gegründet und hatte seinen Sitz in Norwich (New York). Sein wichtigstes verlegtes Werk war die Plastics Design Library. 1999 übernahm William Andrew den Verlag Noyes Publications. 2009 wurde William Andrew Publishing von Reed Elsevier übernommen, der die Marke als Imprint jedoch weiterführt.